# Palacio Cavour
El palacio Cavour, en Turín, es un edificio monumental de estilo barroco situado en Turín, Piamonte. Se encuentra en el cruce entre la vía Cavour y la vía Lagrange. Fue construido en 1729 según el proyecto de Gian Giacomo Plantery. En él vivió toda su vida Camillo Benso, conde de Cavour donde fundó el periódico Il Risorgimento. 
Ha sido restaurado por la Región del Piamonte y ahora es un centro de exposiciones. 